# 鄭天祥
鄭天祥主教（Bishop Joseph Cheng Tien-siang,O.P.，1922年6月28日—1990年8月19日），罗马天主教主教。
鄭天祥生于1922年6月28日，1952年8月28日晋铎，1961年3月21日教宗若望二十三世任命为高雄教区主教，并获晋升为總主教，同年5月21日在罗马祝圣。1990年8月19日逝世。